# Bryggeri

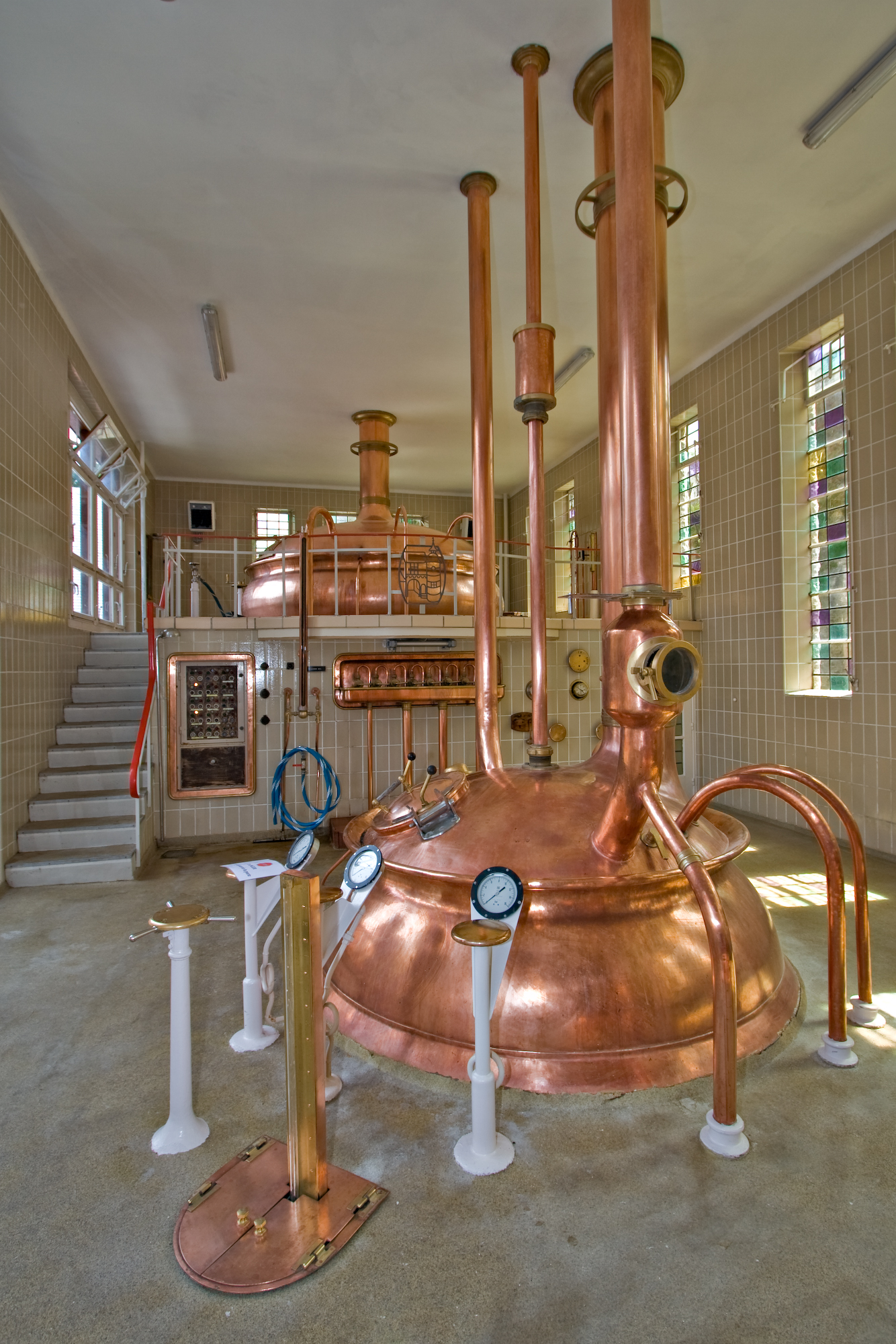
Modernt bryggeri

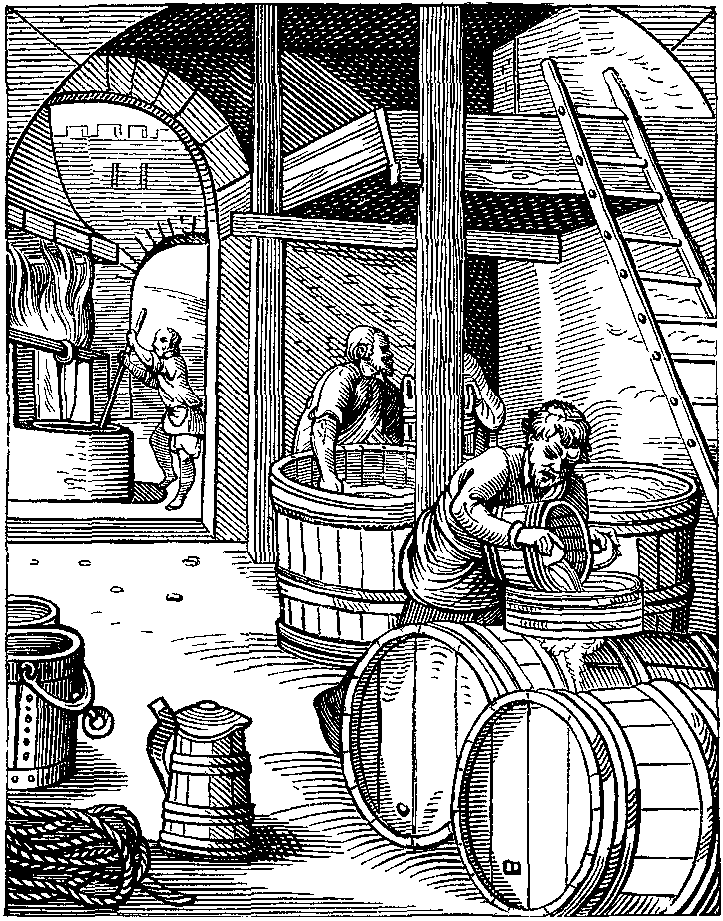
Bryggeri på 1500-talet

Ett bryggeri är en anläggning eller en affärsverksamhet som tillverkar öl.

## Svensk historia
Bryggarskrået inrättades i Sverige under 1600-talet och var störst under 1720-talet, då det hade 130 medlemmar, och i slutet av 1700-talet fanns bryggarskrån i 17 av Sveriges städer. Bryggarskrået underminerades under 1700-talet hårt av privat bryggande och 1828 kungjorde Kommerskollegium att bryggeri-, bageri och slakterinäringen inte längre skulle omfattas av skråordningens äldre regler och privilegier.
Kvinnor kunde bli medlemmar i bryggarskrået även om det var ovanligt: i Strängnäs var fyra av 13 bryggare under 1760-talet kvinnor. Vanligen fick dock kvinnliga utövare dispens att bedriva yrket utanför skrået, som borgmästardöttrarna Maria och Rebecka Schenling, som 1793-98 drev krog i S:t Per nr 45 i Linköping.  Den 24 april 1800 blev systrarna Judith Dubois (f. 1757), Hedvig Elisabeth Dubois (f. 1760) och Lovisa Maria Dubois (1770–1846), de ogifta döttrarna efter avlidne bryggaren Johan Dubois (1727–1798), slutligen godkända som medlemmar av bryggarskrået i Stockholm efter en två år lång rättstvist med stöd av Kommerskollegium och kungen mot skrået: de blev de enda ogifta kvinnor som fick burskap som bryggare i Stockholm, och därmed de enda kvinnor som fick ett sådant utan att ha ärvt det av en död make.
År 1905 fanns det totalt 240 bryggerier i Sverige. Många byar och småstäder hade sitt eget bryggeri. Efter denna bryggeritopp minskade antalet svenska bryggerier successivt, beroende på flera faktorer.
Bryggerinäringen ålades ett antal skatter, bland andra maltskatt som år 1940 omvandlades till skatt på den färdiga produkten. Skattesatsen på maltdrycker har sedan höjts efterhand. Inte bara beskattningen gjorde livet svårare för bryggarna, utan även omfattande försäljningsrestriktioner. 
Utvecklingen gick under en stor del av 1900-talet mot ett förstatligande av bryggeriindustrin. Anledningen var främst att staten genom ökat inflytande på bryggerinäringen också ville få ett ökat inflytande över konsumtionsvanorna. 
I det hårdare företagsklimatet omvandlades Sveriges bryggerinäring efterhand till något som liknar en storskalig industri med få bryggenheter och koncentrerad tillverkning dominerad av Pripps. Utvecklingen av transporterna under efterkrigstiden ryckte också bort många småbryggerier eftersom det blev lönsamt att frakta öl och läsk längre sträckor. 
Ett beslut som kom att få särskilt stora effekter var Mellanölsförbudet 1977. Mellanölet, ett starkare öl som hade introducerats 1965 i vanliga livsmedelsbutiker, fick inte längre säljas. Detta missgynnade många av de mindre bryggerier som fanns kvar, och ökade koncentrationen i branschen när man var tvungen att producera en viss volym för att kunna få sälja öl till Systembolaget.
Under 1980-talet inleddes en motreaktion mot centraliseringen. Framför allt var det Spendrups, som just bytt namn från Grängesbergs Bryggerier, som förde in nytänkande i branschen. Pripps, som genom försäljningen av Procordia blivit ägt av Volvo vaknade också till. Uppköp och nerläggningar skedde under slutet av 1980-talet, då exempelvis Wårby blev en del av Spendrups.

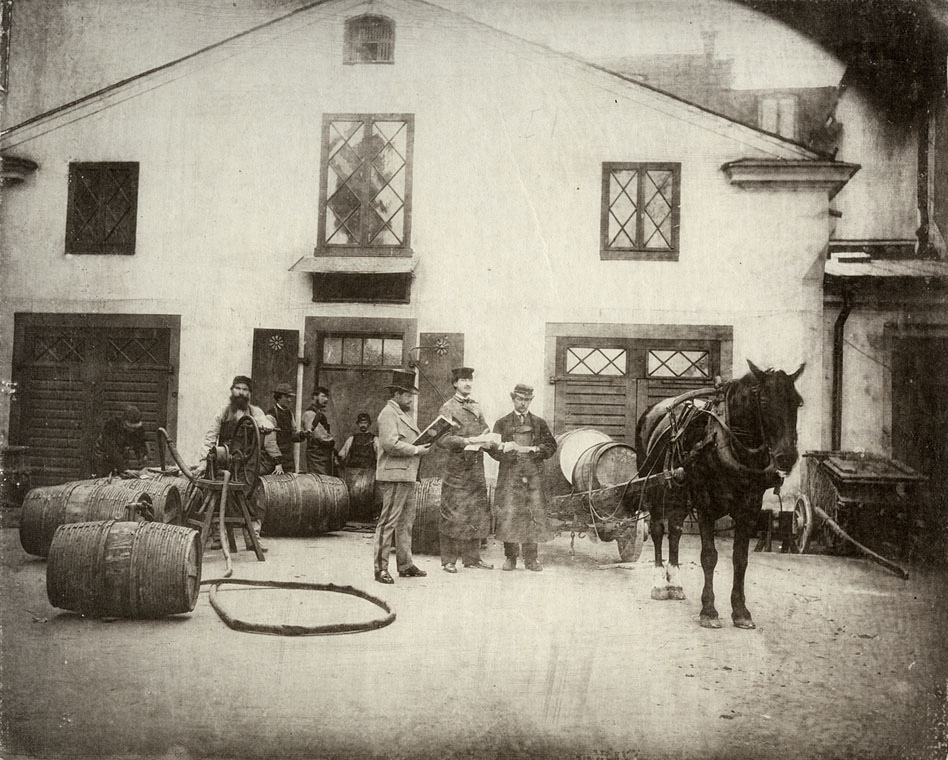
Bryggeri vid Hötorget på Norrmalm i Stockholm, 1876.

1990 erhöll Åre Bryggeri som första bryggeri i Sverige på 53 år tillstånd att brygga starköl vilket blev startskottet för etableringen av ett antal små och mikrobryggerier i landet. Företagets ölsorter under varumärket Hummel licensbryggdes på de etablerade större bryggerierna. 1990-talet var en tid av kraftigt ökat intresse för (och drickande av) öl i Sverige, det öppnade nya pubar, de stora bryggerierna började brygga annat än lager, exempelvis ale. I samband med EU-inträdet förenklades också delar av tillståndsgivningen för tillverkning och privata aktörer tilläts verka inom grossist- och distributionsleden. Resultatet blev ett antal små bryggerier, ofta drivna av entusiaster, ibland på gårdar. Dessa mikrobryggerier gjorde ofta intressanta och nyskapande öl, ibland med skiftande kvalitet. De flesta hankade sig fram med lokal försäljning, ibland med folköl i de lokala butikerna. 
Systembolaget ändrade i slutet av 1990-talet sina inköpsrutiner och lagerhållning, vilket slog hårt mot de minsta leverantörerna. En stor del av de lokala småbryggerierna klarade inte omställningen utan lades ner eller köptes upp. Under tiden växte en uppstickare från noll till att bli den näst största leverantören av öl och cider: Kopparbergs Bryggeri. 
Några överlevde dock och har försiktigt växt under 2000-talet. Jämtlands Bryggeri och Nils Oscar Bryggeri och Bränneri är exempel på detta. Samtidigt har nya mikrobryggerier startats under senare år, som Helsinge Ångbryggeri eller Nynäshamns Ångbryggeri. De har oftast en mycket regional försäljning som kompletteras med försäljning till entusiastkrogar.

### Några historiska svenska bryggerier
- Apotekarnes köptes upp av Pripps men lever kvar som varumärke
- Appeltofftska Bryggeriet, Halmstad (1836-1996), grundat av Anders Julius Appeltofft; numera bytt namn till "Krönleins"
- Banco Bryggeri
- Bockens Bryggerier AB, Gävle. Tidigare Gustavsbro bryggeri, (1856-1942).
- Malungs bryggeri
- Poppelmans Bryggeri som startedes av Johan Casparsson Poppelman
- Pripps,uppköpt av Carlsberg, men kvar som varumärke
- TILL-bryggerierna
- O. Vallmo & Co, Lindesberg
- F.W. Billes bryggeri
- Helsingborgs Bryggeri
- Stockholms Bryggerier
- Wårby Bryggerier, uppköpt av Spendrups 1989